# Frederick Vernon Coville
Frederick Vernon Coville (23 de marzo de 1867, Preston, Nueva York - 9 de enero de 1937, Washington D. C.) fue un botánico, micólogo, y pteridólogo estadounidense.

## Biografía
Era hijo de Joseph Addison y de Lydia More. Obtiene su Bachelor of Arts en la Universidad Cornell en 1887.
Se casa con Elizabeth Harwood Boynton el 4 de octubre de 1890. Trabaja en el Instituto de Botánica de la Universidad de Cornell, de 1887 a 1888, y luego sería asistente botánico en el Ministerio de Agricultura de EE. UU. de 1888 A 1893, y de botánico de 1893 a 1937. Fue curador del Herbario Nacional de EE. UU. de 1893 a 1937. En 1921, la Universidad George Washington le otorga un doctorado de ciencias.

## Obra
- Botany of the Death Valley expedition. Report on the botany of the expedition sent out in 1891 by the U. S. Department of agriculture to make a biological survey of the region of Death Valley, California (1893)
- Botany of Yakutat Bay, Alaska (1895)
- Crepis occidentalis and its allies (1892-1896), con Daniel Trembly MacDougal (1865-1958)
- Desert botanical laboratory of the Carnegie institution (1903), con Oliver Myles Freeman (1891-1969)
- Trees and shrubs of Lafayette Park, Washington, D.C. (1932)
- The willows of Alaska (1901)

## Honores
Miembro de
- American Academy of Arts and Sciences

### Epónimos
- (Adiantaceae) Cheilanthes covillei Maxon[1]

- (Asteraceae) Aster covillei (Greene) S.F.Blake ex M.Peck[2]

- (Brassicaceae) Boechera covillei (Greene) Windham & Al-Shehbaz[3]

- (Burseraceae) Bursera covillei Engl.[4]

- (Caesalpiniaceae) Schizolobium covilleanum Pittier[5]

- (Chenopodiaceae) Atriplex covillei J.F.Macbr.[6]

- (Gentianaceae) Gentiana covillei A.Nelson & J.F.Macbr.[7]

- (Orchidaceae) Stelis covilleana Schltr. ex R.Knuth[8]

- (Polygonaceae) Eriogonum covilleanum Eastw.[9]

- (Salicaceae) Salix covillei Eastw.[10]

- (Scrophulariaceae) Castilleja covilleana L.F.Hend.[11]

- La abreviatura «Coville» se emplea para indicar a Frederick Vernon Coville como autoridad en la descripción y clasificación científica de los vegetales.[12]

## Fuente
- Allen G. Debus (dir.) 1968. World Who’s Who in Science. A Biographical Dictionary of Notable Scientists from Antiquity to the Present. Marquis-Who’s Who (Chicago) : xvi + 1855 p.